# Рудник Місіма
Рудник Місіма — колишній, а можливо й майбутній, гірничодобувний майданчик у Меланезії, в державі Папуа Нова Гвінея, що знаходиться на острові Місіма в архіпелазі Лузіади (дещо більш ніж за шість сотень кілометрів на південний схід від Порт-Морсбі).
У 1889 році на Місімі виявили наявність покладів золота. У наступні десятиліття їх розробкою займались як європейці, так і місцеві племена, при цьому на Місімі також діяли мешканці островів Ебора та Дебойне. Відносно масштабів залучення туземців до видобутку відомо лише те, що в 1914/1915 фінансовому році ними було отримано золота вартістю 675 фунтів стерлінгів (за цінами Лондона це могло становити біля 5 кілограммів).
На початковому етапі працювали з найбільш доступними алювіальними розсипами. В 1904-му виявили корінні золоторудні породи в районі Умуна, що дало можливість за кілька років розпочати розвиток повноцінного рудника, яким послідовно опікувались кілька компаній — в 1910—1912 роках це була St Aignan Mining Company, потім роботи провадила Pacific Island Mines, а в 2017-му проект придбала Broken Hill Proprietary (наразі відома як світовий гірничодобувний гігантBHP), що діяла через товариство Block 10 Misima Gold Mines. У розвиток копальні вклали значні кошти, які були необхідні щоб спорудити тунелі загальною довжиною кілька тисяч футів, встановити дробильне обладнання та чани для цианування, облаштувати портові споруди та прокласти 7 миль вузькоколійної (60-сантиметрової) залізниці, на якій було 20 дерев'яних мостів. Станом на початок 1920-х персонал рудника налічував 63 європейця та понад півтисячі папуасів, проте вже у 1922 (за іншими даними — 1921) році через несприятливі економічні показники діяльність з видобутку зупинили.
У 1922-му рудник придбала Massive Samarai Syndicate, що до 1928-го змогла вилучити тут 0,4 тонни золота.
У 1928-му копальню придбала New Misima Gold Mines, яка належала підприємцю Freddie Cuthbert. Після цього спробували відновити повномасштабну розробку і в межах програми модернізації змонтували нову фабрику з вилучення золота, а трасу колишньої залізниці прилаштували під рух вантажівок. З 1935-го власником рудника була Cuthberts Misima Mines. Роботи припинились в 1942-му, коли європейський персонал евакуювали через загрозу зі сторони японських сил (сім сотень папуасів пізніше за сприянні місіонерів розвезли по рідних островах). Відомо, що за десяток років до цієї зупинки копальня видала продукції вартістю близько пів мільйона фунтів стерлінгів (це вже могло бути еквівалентом близько 2 тонн золота).
Між 1945 та 1949 роками зробили кілька спроб відновити видобуток на Місімі, проте всі вони виявились невдалими.
У 1977-му права на розробку золота на Місімі отримала канадська компанія Placer Dome Inc, а в 1989-му почав роботу новий рудник. Цього разу розробка велась відкритим способом зі створенням кар'єру, вилучення запасів руди з якого тривало до 2002 року. Після цього до 2004-го ще вели переробку низькосортної руди, яка накопичилась на майданчиках зберігання. За цей період видобули 84 млн тонн руди та змогли виробити біля 118 тонн золота.
У наші часи існує проєкт продовження розробки золотоносних покладів Місіми. Проект встиг змінити кілька власників і після 2019-го його одноосібним учасником стала австралійська Kingston Resources. Опублікований наприкінці 2010-х проект передбачав операційну діяльність рудника протягом 15 років, за які очікували вилучити 29 млн тонн руди, що має містити 32 тонни золота (з рудних тіл Бусай, Кулумаду та Вудларк-Кінг, що розміщені у зоні завдовжки 5 км). Розробка має вестись відкритим способом із відправкою руди на завод з вилучення золота потужністю 2,4 млн тонн на рік.
Крім того, продовжується розвідувальна кампанія, оскільки окрім зазначених вище запасів оцінені ресурси проекту становлять 47 млн тонн із вмістом золота майже півсотні тонн. В 2022-му оголосили, що запаси проекту оцінюються біля 50 тонн при ресурсах біля 120 тонн золота. Також оцінили ресурси срібла у розмірі майже семи сотень тонн.